# 219008 Igazantal
219008 Igazantal este o planetă minoră (asteroid) din centura de asteroizi. A fost descoperită pe 23 decembrie 2008 la Piszkéstetői Obszervatórium⁠(d) de Krisztián Sárneczky⁠(d). 
Obiectul prezintă o orbită caracterizată de o semiaxă mare de 3,166628019899 UAi, o excentricitate de 0,10405910667994, o înclinație de 10,933854994415 ° în raport cu ecliptica.